# ポラツク
ポラツク（ベラルーシ語: Полацк、露: Полоцк、ポーランド語: Połock、英: Polatsk）は、ベラルーシのヴィーツェプスク州、ポラツク地区にある市。西ドヴィナ川が流れる。

## 歴史
ポラツクの名が初めて歴史に登場したのは862年、『過ぎし年月の物語』にその名が見られる。9世紀になるとクリヴィチ族によるポラツク公国が台頭し、キエフ、ノヴゴロドとともにキエフ・ルーシの重要都市になる。